# Список футбольних клубів Іспанії
|  | Службовий список статей, створений для координації робіт з розвитку теми. Це попередження не встановлюється на інформаційні списки і глосарії. |

Це список футбольних команд Іспанії

## Прімера Дивізіон
| Клуб                | Позиція в 2007-08 сезоні | Перший сезон у вищому дивізіоні |
| ------------------- | ------------------------ | ------------------------------- |
| Альмерія            | 8 місце                  | 2007–08                         |
| Атлетик Більбао*    | 11 місце                 | 1928–29                         |
| Атлетіко Мадрид     | 4 місце                  | 1928–29                         |
| Барселона*          | 3 місце                  | 1928–29                         |
| Бетіс               | 13 місце                 | 1932–33                         |
| Валенсія            | 10 місце                 | 1931–32                         |
| Вальядолід          | 15 місце                 | 1948–49                         |
| Вільярреал          | 2 місце                  | 1998–99                         |
| Депортіво           | 9 місце                  | 1941–42                         |
| Малага              | 2 місце у Сегунді А      | 1999–00                         |
| Мальорка            | 7 місце                  | 1960–61                         |
| Нумансія            | 1 місце у Сегунді А      | 1999–00                         |
| Осасуна             | 17 місце                 | 1935–36                         |
| Расінг              | 6 місце                  | 1928–29                         |
| Реал Мадрид*        | 1 місце                  | 1928–29                         |
| Рекреатіво          | 16 місце                 | 1978–79                         |
| Севілья             | 5 місце                  | 1934–35                         |
| Спортінг Хіхон      | 3 місце у Сегунді А      | 1944–45                         |
| Хетафе              | 14 місце                 | 2004–05                         |
| Еспаньйол Барселона | 12 місце                 | 1928–29                         |

* Брали участь у кожному сезоні вищого дивізіону.

## Сегунда Дивізіон
| Клуб                | Позиція у 2007-08 сезоні |
| ------------------- | ------------------------ |
| Алавес              | 17 місце                 |
| Аліканте            | 2 місце у Сегунді Б      |
| Альбасете           | 12 місце                 |
| Еркулес             | 6 місце                  |
| Хімнастік Таррагона | 14 місце                 |
| Кастельон           | 5 місце                  |
| Кордова             | 18 місце                 |
| Лас Пальмас         | 8 місце                  |
| Леванте             | 20 місце в Ла Лізі       |
| Реал Мурсія         | 19 місце в Ла Лізі       |
| Райо Вальєкано      | 1 місце у Сегунді Б      |
| Реал Сарагоса       | 18 місце в Ла Лізі       |
| Реал Сосьєдад       | 4 місце                  |
| Саламанка           | 7 місце                  |
| Севілья Атлетіко    | 9 місце                  |
| Сельта Віго         | 16 місце                 |
| Тенерифе            | 11 місце                 |
| Уеска               | 2 місце у Сегунді Б      |
| Херес               | 15 місце                 |
| Херона              | 1 місце у Сегунді Б      |
| Ейбар               | 13 місце                 |
| Ельче               | 10 місце                 |